# Guamaggiore
Guamaggiore là một đô thị ở tỉnh Sud Sardegna, vùng Sardegna của Ý, có vị trí cách khoảng 40 km về phía bắc của Cagliari. Đến thời điểm ngày 31 tháng 12 năm 2004, đô thị này có dân số 1.056 và diện tích là 16,8 km².
Guamaggiore giáp các đô thị: Gesico, Guasila, Ortacesus, Selegas.